# پیتنهارت
پیتنهارت (به آلمانی: Pittenhart) یک شهر در آلمان است که در بایرن واقع شده‌است.

## خصوصیات
پیتنهارت ۲۷٫۹۳ کیلومترمربع مساحت دارد ۵۶۴ متر بالاتر از سطح دریا واقع شده‌است.